# أي (كامبريدجشير)
أي (بالإنجليزية: Eye, Cambridgeshire)‏ هي قرية و أبرشية مدنية تقع في المملكة المتحدة في إنجلترا.